# (73500) 2002 RK57
(73500) 2002 RK57 – planetoida z pasa głównego asteroid okrążająca Słońce w ciągu 5,76 lat w średniej odległości 3,21 j.a. Odkryta 5 września 2002 roku.